# Lejeunea pallide-virens
Lejeunea pallide-virens là một loài Rêu trong họ Lejeuneaceae. Loài này được S. Hatt. mô tả khoa học đầu tiên năm 1954.